# 唐扶
唐扶（785年—839年），字云翔，京兆府万年县人，祖籍北海郡平寿县（今山东省潍坊市西南），唐朝官员。父唐次，中书舍人。弟唐持，朔方、昭义军节度使，唐彦谦之父。叔父唐款，鄜坊节度使推官、大理評事。
元和五年（810年）进士登第，在各地幕府任职。大和初（827年），入朝为屯田郎中。五年（831年），充山南道宣抚使，俄转司勋郎中。八年，充弘文馆学士，判院事。九年，转职方郎中，权知中书舍人事。
开成元年（836年），正授中书舍人，五月，迁任福建团练观察使。四年十一月（839年）卒。子唐峤，字仲申。子唐熊，杭州府唐山县令，为北宋参政知事（宰相）唐介先祖。